# Zawonia (gemeente)
De gemeente Zawonia is een landgemeente in het Poolse woiwodschap Neder-Silezië, in powiat Trzebnicki.
De zetel van de gemeente is in Zawonia.
Op 30 juni 2004 telde de gemeente 5423 inwoners.

## Oppervlakte gegevens
In 2002 bedroeg de totale oppervlakte van gemeente Zawonia 118,12 km², waarvan:
- agrarisch gebied: 56%
- bossen: 37%

De gemeente beslaat 11,52% van de totale oppervlakte van de powiat.

## Demografie
Stand op 30 juni 2004:
| Omschrijving                   | Totaal | Totaal | Vrouwen | Vrouwen | Mannen | Mannen |
| ------------------------------ | ------ | ------ | ------- | ------- | ------ | ------ |
| eenheid                        | aantal | %      | aantal  | %       | aantal | %      |
| inwoners                       | 5423   | 100    | 2696    | 49,7    | 2727   | 50,3   |
| bevolkingsdichtheid (inw./km²) | 45,9   | 45,9   | 22,8    | 22,8    | 23,1   | 23,1   |

In 2002 bedroeg het gemiddelde inkomen per inwoner 1206,27 zł.

## Administratieve plaatsen (sołectwo)
Budczyce, Cielętniki, Czachowo, Czeszów, Głuchów Dolny, Grochowa, Kałowice, Ludgierzowice, Miłonowice, Niedary, Pęciszów, Prawocice, Pstrzejowice, Rzędziszowice, Sędzice, Sucha Wielka, Tarnowiec, Trzęsowice, Zawonia, Złotów.

## Overige plaatsen
Kopiec, Pomianowice, Radłów, Skotniki, Stanięcice, Sucha Mała, Trzemsze, Złotówek.

## Aangrenzende gemeenten
Długołęka, Dobroszyce, Krośnice, Milicz, Trzebnica